# Beit Sahour
Beit Sahour (in arabo: بيت ساحور ) è una città palestinese ad est di Betlemme sotto l'amministrazione dell'Autorità Nazionale Palestinese. La popolazione è di 12.367 abitanti, per l'80% cristiana e per il 20% musulmana.
Ci sono due enclave ad est di Beit Sahour, rivendicate da diverse fazioni cristiane: una appartiene alla Chiesa ortodossa, mentre l'altra, il sito cattolico, ai francescani della Custodia di Terra Santa.

## Storia
Beit Sahour è nota per essere il luogo dove l'antica tradizione cristiana colloca l'apparizione ai pastori, descritta, ma non localizzata, dal Vangelo di Luca, parte del Nuovo Testamento, che racconta come un angelo annunciò la nascita di Gesù ai pastori intenti a sorvegliare di notte le greggi. Secondo la tradizione, Sant'Elena (madre dell'imperatore romano Costantino I), ha fatto costruire un convento in questo luogo, oggi è conosciuto come grotta del pastore.
Il nome Beit Sahour appartiene a due posti nelle vicinanze: Beit Sahur al-Atiqah (Beit Sahur antica) e Beit Sahur an-Nasara (Beit Sahur dei Cristiani).
Nel XVI secolo il geografo arabo l'ha menzionata nella biografia del Sapiente Musulmano Sha'ban bin Salim bin Sha'ban, deceduto nella città nel 1483 all'età di 105 anni. Il primo a scoprire la città è stato il geografo francese Guerin, che si trovava a 40 minuti da Gerusalemme, nelle vicinanze della Valle di Qidron.
Beit Sahur al-Atiqah è circondata dalla tomba dello Sceicco Ahmad al-Sahuri, un santo locale, da cui la tribù araba degli al-Sawahirah ha preso il proprio nome. 
Gli al-Sawahirah provengono dall'Hejaz e hanno raggiunto la Palestina attraverso al-Karak. Il sondaggio della Palestina occidentale descrive la città come "rovine di un villaggio con pozzi ed un mukam". La moderna Beit Sahur è stata descritta nello stesso sondaggio come "sorta di sobborgo di Betlemme".

## Economia
L'economia della cittadina si basa soprattutto sul turismo e sulle industrie collegate, così come la produzione di sculture in legno d'olivo. L'agricoltura ed il lavoro in Israele hanno un ruolo significativo. La città ha avuto un ruolo di primo piano per il progetto "Betlemme 2000", che ha portato una ristrutturazione dei siti turistici, hotel ed attività commerciali, e siti storici dove sono state fatte le celebrazioni per il nuovo millennio. Lo sviluppo sociale ed economico è stato rovinato dall'Intifada al-Aqsa.

## Attivismo politico
Beit Sahour è un centro dell'attivismo politico palestinese. La città ha svolto un ruolo chiave nella Prima e nella Seconda Intifada, con gli attivisti locali che hanno usato nuove tecniche di resistenza nonviolenta.
Durante la prima e la seconda Intifada, il Centro Palestinese per il Riavvicinamento tra i Popoli (PCR) di Beit Sahur ha incoraggiato l'attivismo nonviolento sotto l'appoggio dell'International Solidarity Movement. George Rishmawy è il direttore del PCR. 
Anche il centro per l'informazione alternativa si trova in città. 
Elias Rishmawi, membro del Consiglio di Beit Sahur, è cofondatore del Gruppo per il Turismo Alternativo (ATG), un'organizzazione non-governativa specializzata nei tours in Israele e nei Territori Palestinesi, in cui viene utilizzata la raccolta delle olive come sfondo per mostrare gli effetti dell'occupazione israeliana e della terra confiscata alla popolazione palestinese.

## Resistenza fiscale
Nel 1989, durante la prima Intifada, la Resistenza palestinese e Ghassan Andoni, hanno invitato la gente a smettere di pagare le imposte ad Israele, che ha ereditato e modificato il precedente regime fiscale della Giordania in Cisgiordania, "Nessuna tassa senza essere rappresentati" diceva un comunicato degli organizzatori. "Le autorità militari non ci rappresentano e noi non le abbiamo invitate a venire nella nostra Terra, dobbiamo pagare per le pallottole che uccidono i nostri bambini o per le spese dell'esercito d'occupazione"? La popolazione di Beit Sahour ha risposto a questo appello, con uno sciopero fiscale organizzato in tutta la città.
Il Ministro della Difesa Yitzhak Rabin ha risposto: "Gli insegneremo che c'è un prezzo da pagare, per coloro che rifiutano le leggi di Israele"; le autorità militari israeliane hanno messo la città sotto coprifuoco per 42 giorni, bloccato le spedizioni di cibo in città, tagliato le linee telefoniche, imprigionato 40 residenti (tra loro Fuad Kokaley e Rifat Odeh Kassis), oltre a confiscare soldi e proprietà per milioni di dollari a 350 famiglie. Le autorità militari israeliane hanno bloccato i consoli di Belgio, Gran Bretagna, Francia, Grecia, Italia, Spagna e Svezia quando hanno provato ad andare a Beit Sahour per verificarne le condizioni durante lo sciopero fiscale.
L'occupazione militare israeliana aveva l'autorità di imporre le tasse oltre al codice giordano emanato nel 1963 per le zone precedentemente amministrato da questo paese, come Beit Sahour. Durante l'Intifada, hanno imposto ulteriori tasse ai palestinesi come punizione collettiva per scoraggiarla, per esempio "la tassa di vetro (per le finestre rotte), la tassa di pietre (per i danni causati dalle pietre), l'imposta missile (per i danni causati dalla Guerra del Golfo) ed un'imposta generale per l'Intifada".
Il Consiglio di Sicurezza dell'Organizzazione delle Nazioni Unite ha fatto una Risoluzione chiedendo ad Israele di restituire i beni confiscati durante lo sciopero fiscale di Beit Sahour. Gli Stati Uniti hanno posto il veto sulla Risoluzione, sostenuta invece da tutti gli altri 11 membri del Consiglio.

## Progetti di sviluppo
'Ush Ghurab, una collina occupata da una base militare fino al 2006, ora è il sito di un progetto per lo sviluppo della città. Un ristorante, una torre, un campo di calcetto ed un parco sono stati costruiti a fianco della collina. Il comune di Beit Sahour ha anche piani per un ospedale ed un centro sportivo.

## Governo municipale
Nelle elezioni comunali del 2005, due liste hanno ottenuto seggi in consiglio comunale. 8 posti sono andati a "Beit Sahur Unita" e 5 ai "Figli di Beit Sahour". Il più votato è stato Hani Naji Atallah Abdel Masieh di Beit Sahour Unita con 2690 voti, seguito da Elen Michael Saliba Qsais dei "Figli di Beit Sahour" con 2280 voti.

## Amministrazione

### Gemellaggi
- Agliana (PT)
- Laconi (OR)
- Utena